# La Châtre
La Châtre ist eine französische Gemeinde mit 4038 Einwohnern (Stand 1. Januar 2022) im Département Indre in der Region Centre-Val de Loire; sie ist Verwaltungssitz des Arrondissements La Châtre und gehört zum Kanton La Châtre.

## Geografie
Die Stadt La Châtre liegt an der oberen Indre, 37 Kilometer südöstlich von Châteauroux.

## Geschichte
Obwohl der Ursprung des Ortes nicht bekannt ist, wird der Ortsname – Dokumenten des 16. Jahrhunderts folgend – auf das lateinische castra zurückgeführt. Um 1010 schuf Raoul II de Déols die Baronie La Châtre für seinen Sohn Ebles.
1151 brannte König Ludwig VII. den Ort nieder, der sich 1209 König Philipp August unterwarf.

## Bevölkerungsentwicklung
- 1962: 4025
- 1968: 4524
- 1975: 4847
- 1982: 4922
- 1990: 4623
- 1999: 4547
- 2008: 4465
- 2018: 4040

## Persönlichkeiten
- George Sand (1804–1876), Schriftstellerin
- Emile Acollas
- Henri Godard (1905–1978), Autorennfahrer
- Marcel Dussault (1926–2014), Radrennfahrer
- Henri de la Touche, Gründer des Figaro
- Jules Sandeau (1811–1883), Schriftsteller
- Edouard Lévêque, alias Jean-Louis Boncoeur, Maler und Bildhauer
- Ben Toury (* 1982), Musiker